# Aoi Hana
Aoi Hana (japanisch 青い花 ‚„blaue Blume“‘), auch bekannt unter Sweet Blue Flowers,  ist eine japanische Yuri-Manga-Serie, die von Takako Shimura geschrieben und illustriert wurde. Die von November 2004 bis Juli 2013 veröffentlichte Serie wurde im Jahr 2009 durch eine gleichnamige Anime-Fernsehserie adaptiert.

## Handlung
Die normale Schülerin Akira Okudaira zieht nach fast 10 Jahren Abwesenheit wieder in die Stadt ihrer Kindheit zurück, um die prestigeträchtige Fujigaya Mädchenschule zu besuchen. Noch bevor sie sich dort einleben kann, macht unterdessen Fumi Manjōme, die die nahe gelegene Matsuoka Mädchenschule besucht, eine für sie gar schreckliche Feststellung. Ihre Freundin und ältere Cousine Chizu Hanashiro hat zwischenzeitlich einen Mann gefunden, den sie nun heiraten möchte. Dies lässt die Wunschträume der groß gewachsenen aber schnell zum Weinen zu bringenden Fumi platzen, die seitdem recht lustlos die Schule besucht.
Eines Tages begleitet sie ihre Mutter zu einstigen Bekannten und trifft dabei auf ihre ehemalige Kindheitsfreundin Akira. Während dieser Zeit, in der Fumi immer noch an ihrem Liebesschmerz leidet, leistet ihr Akira oft Gesellschaft und beide treffen schließlich auch in einem von Matsuoka organisierten Theaterclub aufeinander.
Akira bekommt dabei zusätzliche Unterstützung von ihrer Schulkameradin Kyōko Ikumi, die in Yasuko Sugimoto verliebt ist, von ihr jedoch abgelehnt wird. Unterdessen treffen sich Yasuko und Fumi in der Bibliothek und beginnen eine Liebesbeziehung. Dies ist der Moment, in dem Fumi gegenüber Akira ihr Coming-out hat. Nicht richtig wissend, wie sie darauf reagieren soll, bietet schließlich Akira ihre Unterstützung für die neue Beziehung an.

## Charaktere
Fumi Manjōme (万城目 ふみ, Manjōme Fumi)
Sie ist eine groß gewachsene Schülerin, welche die Matsuoka Mädchenschule besucht. Entgegen ihrer großen Statur ist sie jedoch sehr schnell den Tränen nahe, was sich seit ihrer Kindheit bis ins höhere Alter fortsetzt. Sie zeigt sich nicht sehr offen und verschweigt weitgehend ihre lesbische Natur.
Akira Okudaira (奥平 あきら, Okudaira Akira)
Akira ist ein unschuldiges und aufgewecktes Mädchen im ersten Jahrgang der Fujigaya Mädchenschule. Seit ihrer Kindheit mit Fumi befreundet, zog sie 10 Jahre vor Beginn der Haupthandlung weg und beginnt schließlich die Oberschule in dem Ort ihrer Kindheit.

## Entstehung
Als Zeichnerin Takako Shimura an ihrem Manga Dōnika Naru Hibi schrieb, erweckte dies ihr Interesse daran, eine Geschichte zwischen Mädchen zu schreiben. Dies führte letztlich zu ihrer Idee zu Aoi Hana. Obwohl Takako das Gefühl hatte, dass die Handlung sich für Yuri-Werke auf Mädchen konzentrieren sollte, baute sie auch mehrere männliche Charaktere ein, da diese einen interessanten Aspekt in der Serie ergänzen könnten. Sie selbst urteilte, dass es schwierig gewesen sei, eine gute Balance für die männlichen Charaktere zu finden, da sie nicht zu viele hinzufügen wollte. Bei den Charakteren selbst verzichtete sie auf die Darstellung der pubertären Phase und hatte nach eigenen Angaben das Gefühl einer sexuellen Perversion, da sie über Yuri-Beziehungen schrieb.
Noch bevor Takako mit ihren Arbeiten an Aoi Hana begann, besuchte sie zusammen mit ihrem Herausgeber die Stadt Kamakura in der Präfektur Kanagawa, um das dortige Literaturmuseum zu besuchen. Dabei machte sie viele Aufnahmen und kam auf den Gedanken, dass Kamakura ein guter Ort für ihre neue Geschichte sei. Mit einem Führer in der Hand besuchte sie viele verschiedene Orte der Stadt, die sich schließlich auch teilweise im Manga wiederfanden. So wurde beispielsweise das Äußere der Schule Fujigaya nach dem Vorbild des Museums gestaltet. Das Innenleben der Schule wurde jedoch nach einem Anwesen im Komaba-Park in Meguro, Tokio gestaltet, wie es etwa im 11. Kapitel zu sehen ist.

## Manga-Veröffentlichung
Der von Takako Shimura geschriebene und gezeichnete Manga erschien ab Dezember 2004 innerhalb der 30. Ausgabe des von Ohta Publishing herausgegebenen Magazins Manga Erotics F. In der 81. Ausgabe des Magazins wurde im Mai 2013 bekannt gegeben, dass der Manga in der am 6. Juli 2013 erscheinenden 82. Ausgabe enden werde. Anlässlich des Endes des Mangas wurde in dieser Ausgabe auch ein längeres Interview mit der Autorin veröffentlicht. Eine erste gebundene Ausgabe (Tankōbon) von Aoi Hana erschien am 15. Dezember 2005. Am 12. September 2013 wurde mit Band 8 der letzte Band in Japan veröffentlicht.
Außerhalb Japans wurde die Serie in Frankreich von Kazé lizenziert, der die ersten sechs Bände unter dem Titel Fleurs Bleues zwischen dem 11. Juni 2009 und dem 15. Mai 2013 unter dem Sublabel Éditions Asuka veröffentlichte. Eine chinesische Übersetzung erscheint in Taiwan von Ching Win und eine koreanische von JoongAng Books. Eine italienische Ausgabe wird ab März 2014 von Renbooks veröffentlicht. Auf Englisch erschien die Serie bei Viz Media und auf Spanisch bei Milky Way Ediciones.

## Anime
Das Animationsstudio J.C.Staff adaptierte die Handlung des Mangas als Anime-Fernsehserie. Die ebenfalls Aoi Hana genannte Serie entstand unter der Regie von Kenichi Kasai und nach einem Drehbuch von Fumihiko Takayama. Das Charakterdesign entwarf Masayuki Onji und die künstlerische Leitung lag bei Shichirō Kobayashi. Für den Ton war Jin Aketagawa verantwortlich und für die Kameraführung Yoshio Ookouchi.
Die Serie wurde erstmals seit dem 2. Juli 2009 auf Fuji TV gezeigt. Dort lief sie als dritte Serie innerhalb des Programmblocks Noise. Parallel zu den Fernsehausstrahlungen in Japan wurde die Serie auch über den Streaming-Dienst Crunchyroll mit englischen Untertiteln angeboten. Die Serie erschien in Japan zwischen dem 23. Oktober 2009 und dem 25. Februar 2010 auf fünf DVDs. Kōji Yamamoto, Produzent von Anime-Serien bei Fuji TV, gab in einem Interview an, dass wegen schlechter Verkaufszahlen keine zweite Staffel der Serie produziert werde.

### Synchronisation
| Rolle           | Japanischer Sprecher (Seiyū) |
| --------------- | ---------------------------- |
| Fumi Manjōme    | Ai Takabe                    |
| Akira Okudaira  | Yūko Gibu                    |
| Yasuko Sugimoto | Chiemi Ishimatsu             |
| Kyōko Ikumi     | Yui Horie                    |

### Musik
Im Vorspann der Serie wurde der Titel Aoi Hana (青い花) von Kukikodan in einer Kurzfassung verwendet. Der Abspann wurde mit einer Kurzfassung von Sentiforia (センティフォリア) von Ceui unterlegt. Beide Titel sind am 22. Juli 2009 bzw. am 5. August 2009 als Single erscheinen. Der von Takefumi Haketa komponierte Soundtrack wurde am 26. August 2010 auf CD veröffentlicht.